# 華富（南）巴士總站
華富（南）巴士總站（英語：Wah Fu (South) Bus Terminus）是位於香港南區瀑布灣華富邨華基樓與華昌樓中間的巴士總站，出入口設於華富道。為新巴於華富邨的總站。

## 歷史
- 由於華富邨人口上升，故中巴把4號線延長為華富（南）至中環碼頭，而華富（南）巴士總站則成為華富邨首個巴士總站，於1968年10月3日開始啟用。

## 總站路線資料

### 城巴4號線（特別班次）
- 華富（南） ↺ 中環
- 田灣 → 中環 → 華富（南）

本線是香港島歷史悠久的巴士路線之一，於1933年6月11日地區專營權生效後開始由中巴提供服務，當時是來往皇家碼頭及大學堂。於1968年才改為華富邨至中環碼頭。於1998年由新巴接辦。2004年，再改為循環線，以華富（南）作總站，至於新巴4X線為4號的特快線。2021年10月12日起除星期一至五早上繁忙時間外，其餘時間改為來往黃竹坑與中環（交易廣場），亦不再以循環線運作。

### 城巴4X線
- 華富（南） ↺ 中環（交易廣場）

4X為4號線的特快線，於2008年3月17日開始服務，取代新巴M49及M49P線。只在星期一至六服務，早上時段的班次在抵達干諾道中後，便取道林士街天橋，不經上環及西營盤，本路線並與4號線提供聯合班次。
首代4X線是在1998年9月1日隨中巴專營權結束及新巴入主港島而投入服務，由華富（南）單向前往灣仔軒尼詩道（後延長至灣仔碼頭），2001年5月20日起停止服務，由新巴46X取代，於新巴入主港島快將十年之際，本路線編號得以重用，是一個特別的紀錄。

### 城巴42線
- 華富（南） ↔ 北角碼頭

於1985年11月18日開始服務，提供往來香港仔及銅鑼灣、炮台山，於1998年由新巴接辦。

### 城巴91A線
- 鴨脷洲邨 ↔ 華富（南）

於1986年9月14日，1999年3月24日改為新巴95B線的區間車，於平日繁忙時間停開，於1998年由新巴接手。

## 途經路線資料

### 城巴4號線
- 黃竹坑（南朗山） ↔ 中環（交易廣場）

### 城巴38線
- 置富花園 ↔ 北角碼頭（平日早上繁忙時間除外）

只限往北角碼頭方向途經

### 城巴40線
- 華富（北） ↔ 會展站

只限往灣仔碼頭方向途經

### 城巴40M線
- 華富（北） → 會展站

只限往灣仔碼頭方向途經

### 城巴40P線
- 華富（北） → 羅便臣道

### 城巴41A線
- 華富（中） ↔ 北角碼頭

只限往北角碼頭方向途經

### 城巴42C線
- 北角碼頭 ↔ 數碼港

只限往北角碼頭方向途經

### 城巴48線
- 深灣／海洋公園 ↺ 華富（北）
- 深灣 ↺ 華富（北） (特別班次)
- 深灣 → 華富邨（華安樓） (特別班次)
- 海洋公園 ↺ 華富（北） (特別班次)

### 香港島專線小巴31線
- 田灣 ↔ 銅鑼灣（謝斐道）

### 香港島專線小巴31X線
- 田灣邨 ↔ 銅鑼灣（謝斐道）

### 香港島專線小巴63A線
- 香港仔中心 ↔ 華富（北）

## 過往路線
- 過海隧道巴士170線 (1979年遷往華富（中）巴士總站)

## 車坑分佈
| 車坑分佈（以入口最左邊起計） | 車坑分佈（以入口最左邊起計） | 車坑分佈（以入口最左邊起計）                        |
| 車坑編號                     | 車坑數目                     | 路線                                                |
| ---------------------------- | ---------------------------- | --------------------------------------------------- |
| 1                            | 雙坑                         | 城巴4、4S、4X線                                     |
| 2                            | 單坑                         | 城巴48、91A線                                       |
| 3                            | 單坑                         | 城巴38、42、42C、R38線                              |
| 4                            | 出口                         | 專綫小巴31、31X、63A、N31線 城巴40、40M、40P、41A線 |

- 有橙字班次為雙向途經。

## 外部連結
- 華富（南）巴士總站 （页面存档备份，存于），城巴／新巴